# Kolorádói jegenyefenyő
A kolorádói jegenyefenyő vagy kolorádófenyő (Abies concolor) a jegenyefenyők (Abies) Grandis fajcsoportjának tagja.

## Származása, elterjedése
A pacifikus–észak-amerikai flóraterület növényeként Észak-Amerika nyugati hegységeiben Oregontól a mexikói határvidékig, Kaliforniától Coloradóig nagy területen, 900-3400 méter között honos, alakgazdag erdőalkotó fa. A fahatár közelében tápanyagszegény, köves váztalajokon önmagában is alkothat laza állományokat. A mérsékelt égövben mindenütt ültetik elegáns parkfaként és karácsonyfa-telepekben is. A természetes állományokból kitermelt fája az Amerikai Egyesült Államokban fontos alapanyag, ezért ültetett erdei is gyakoriak. Európában több erdőt telepítettek belőle, de fagazdasági jelentősége őshazáján kívül még nincs.

### Alfajai
Kifejezetten „rossz fajként” számon tartott taxon. Genetikailag változékony, és az egymástól távol kialakult, jelentősen elütő állományait időben elhúzódva ismerte meg a botanika. Ezért a párhuzamos fajleírások nehezen körvonalazzák határait és belső rokonsági viszonyait. Általánosan két alfaját különítik el: elterjedési területének nyugati felén az Abies concolor ssp. iowiana él, keleti felén az Abies concolor ssp. concolor. Ez utóbbi tömöttebb és kékesebb benyomást kelt, így a „látványosabb” kertészeti változatok vélhetőleg jobbára ebből származnak.

## Megjelenése
Eredeti termőhelyein 50-60 méter magasra nő; törzsének átmérője eléri a másfél–két métert.  Kaliforniában a legmagasabb példány 58,5 méter magas, törzsének átmérője 271 cm. Az Európában telepített példányok rendszerint mintegy feleekkorára nőnek.
Örökzöld koronája széles, kúpos. A törzsre merőleges, eleinte kissé felhajló ágai szabályos örvökben állnak, szabad állásban évtizedekig megmaradnak; a fa csak egészen idős korában kezd felkopaszodni. Hajtásai hosszúak, kopaszak, végük kissé lecsüng. 6–8 cm hosszú erőteljes, szabálytalanul álló tűlevelei finoman, sarlószerűen vagy csavarvonalban fölhajlanak; rugalmasak, de nem szúrnak. Színük kékesbe tartó szürkészöld, több kertészeti fajtáé pompásan ezüstös. A levelek alján két világosabb, viaszos sáv fut végig. A megtört levelek narancsos illatúak.
Porzós virágokat majd' minden ágvégen hoz, a barkák sárgás-pirosas árnyalatúak. Sárgás-barnás, alig észrevehető termős virágokat csak az idősebb fákon, a csúcs közelében nevel. 10-15 centiméteres, ülő tobozai érés közben sárgászöldből mélybíborrá sötétülnek, majd még a megtermékenyülés évében a fán szétesnek. Magvai szeptember-októberben szóródnak szét.

## Életmódja, termőhelye
A kolorádófenyő a legtöbbet tűrő jegenyefenyők egyike. A nagyon kötött, agyagos, pangóvizes talajokat és a magas mésztartalmat ugyan nem viseli el tartósan, de szinte minden mérsékelt égövi termőhelyen telepíthető. Hazájában 3000 méterig is felhatol a hegyoldalakon, a sziklás váztalajok egyik első, fatermetű „megmunkálója”. Kedvezőbb körülmények között más jegenyefenyő fajokkal (Abies grandis, A. procera), duglászfenyővel (Pseudotsuga menziesii), hemlokfenyővel (Tsuga sp.) és hosszútűs fenyőkkel (Pinus coulteri, P. jeffreyi, P. lambertiana) zárt erdőségeket alkot.
A kolorádói jegenyefenyő a Kárpát-medence éghajlati szélsőségeinél jóval tágabb spektrumot is elvisel, így hazánkban minden, legfeljebb közepes mésztartalmú és levegősebb talajon eredményesen nevelhető — igénytelensége miatt megfelelő talajon még városokban is. Speciális gondozást nem igényel, de a legrekkenőbb, tartós aszályban adott vízpótlást természetesen ez a növény is meghálálja. A jegenyefenyők között kifejezetten fénykedvelőnek számít, lombszíne teljes napon fejlődik ki a legszebben. Mintegy háromszáz évig él.
A Sziklás-hegység középmagas régióiban pionír jellegű erdőalkotó.
Későn fakad, ezért kevéssé fagyérzékeny. Hosszabb száraz periódus után — jellemzően a nyár második felében — a csúcsrügy gyakran másodszor is növekedésnek indul. Az ilyen hajtás a következő télen rendszerint elfagy, és ettől a növény alaktalanná válik (ez főleg a fiatalabb példányokra jellemző). A jegenyefenyők között kiemelkedő igénytelensége és edzettsége miatt szerte hazánkban figyelemre méltóan jól szerepel tájfásításban és lakott területek parkosításában is. Díszértékét szürkés lombja és szép formájú koronája adja.

## Felhasználása
Őshazájában fája fontos nyersanyag; könnyűsége és jellegtelensége miatt elsősorban nem látszó tömegárukat (ládákat, épületszerkezeteket, vakpadlókat) készítenek belőle.
Kaliforniában ez a faj szinte „a” karácsonyfa, de másutt is egyre inkább hódít ebben a szerepkörben: tűlevelei a száraz szobalevegőn is hetekig megtartják színüket, és elpusztulva sem hullanak le, hanem az ágakon száradnak sárgává – hónapok múltán. Feldíszítve – viszonylag hosszú tűi miatt – a nagyobb termetű fák mutatnak igazán jól.
Európában elsősorban kitűnő parkfaként alkalmazzák főként az alapfajt, de egyre inkább a kertészeti fajtákat is. Szaporítása magvetéssel (faj) és oltással (fajták) egyaránt hullámzó eredményt hoz, ezért a kolorádófenyők viszonylag drágák.
Magyarországon szórványosan szinte mindenütt felbukkan, de korántsem közismert. Jó tulajdonságai miatt lényegesen több figyelmet érdemelne; alföldi viszonyok között messze a leginkább „üzembiztos” jegenyefenyő. Fajtái csak lassan és esetlegesen kerülnek be az országba, pedig nemcsak kiválthatnának elcsépeltebb – főként ezüstös lombú – fajtákat, de sok, gyakrabban ültetett fenyőre rá is tromfolhatnának.
Ha mély humuszrétegű, vízzel jól ellátott talajba ültetik, a szennyezett városi levegőt is jól viseli. Szárazságtűrő, megbízhatóan fagytűrő (friss hajtásait a késő tavaszi fagyok néha károsíthatják, de ez a kártétel nem jelentős; a fa gyorsan új csúcshajtást növeszt).

### Kertészeti változatok
A változatokat az Abies concolor (A.c.) tudományos névhez biggyesztett és a kertészeti gyakorlatban elfogadott fantázianévvel jelöljük.

### = A.c. „Compacta”
Kis termetű (féltörpe) fa, illetve nagy bokor. Szürkészöld lombú, egyenletesen sűrű ágörvökkel, igen szép formájú. Oltványként forgalmazzák.

### = A.c. „Violacea”
Az alapfajtól lombjának szép kékesszürke színe különbözteti meg. Oltványokkal vagy magoncokkal szaporítják. Az oltvány csak akkor nő szépen, ha az oltógally eredetileg csúcshajtás (legfeljebb fölső vezérhajtás) volt, és tökéletesen forrt össze az alannyal. Az alaktalan oltványokból csak több éves munkával (vagy sokszor azzal se) lehet szép termetű fát nevelni.

## Galéria

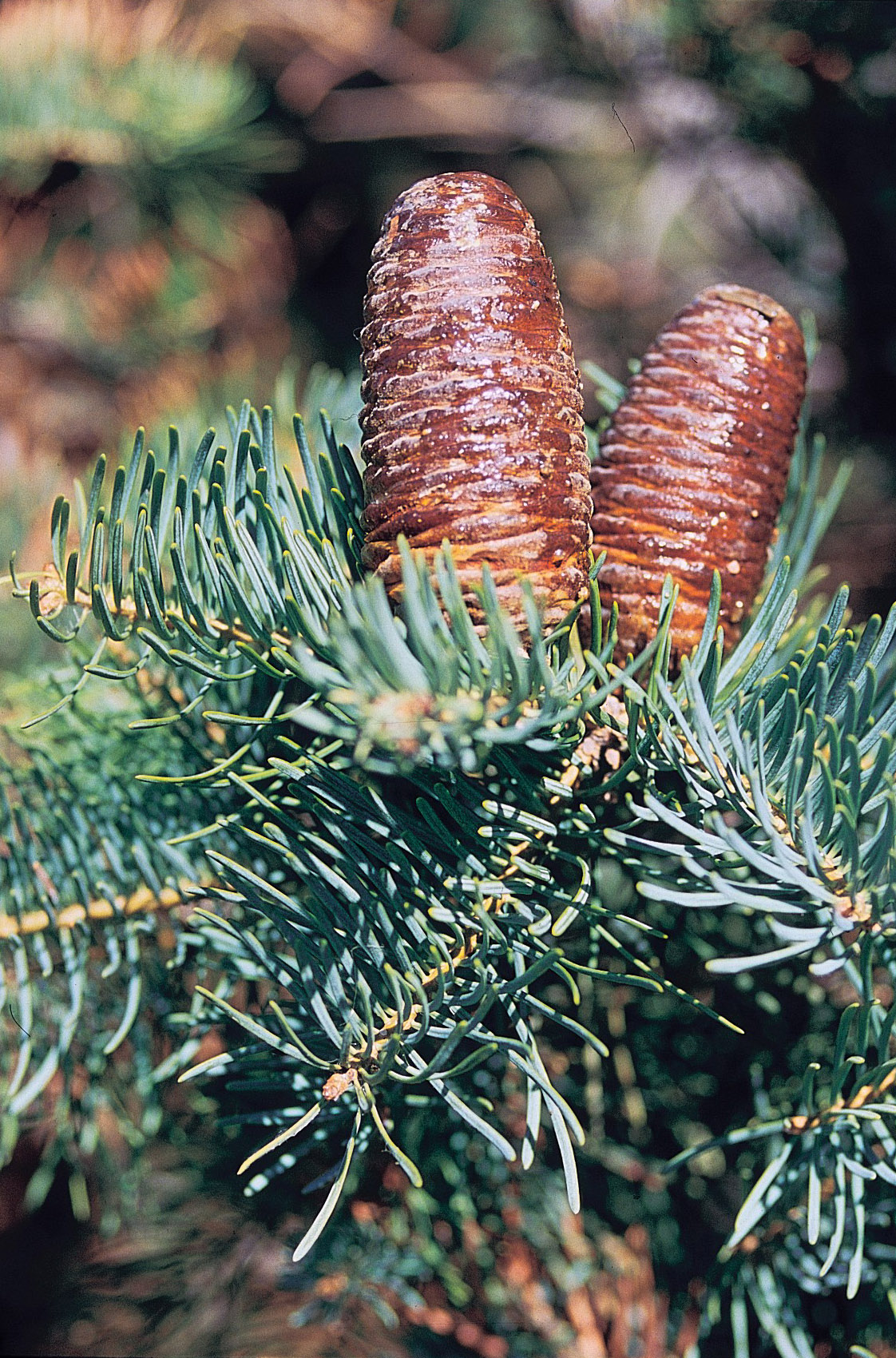
A kolorádófenyő virágzata (toboz)
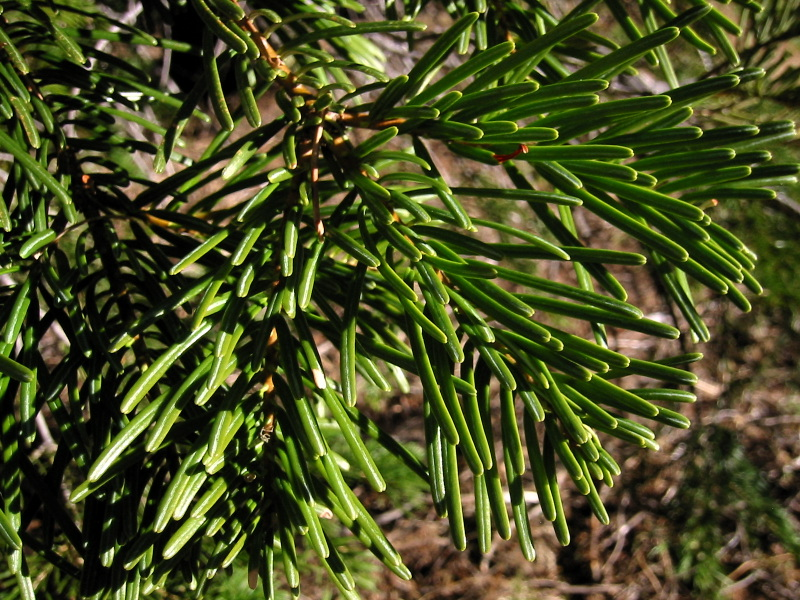
A kolorádófenyő levélzetének felső része
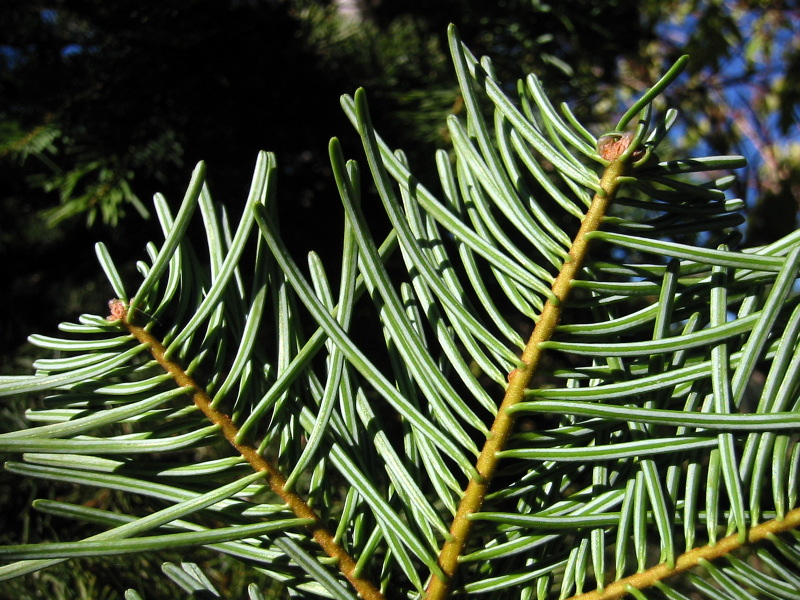
A kolorádófenyő levélzetének alsó része
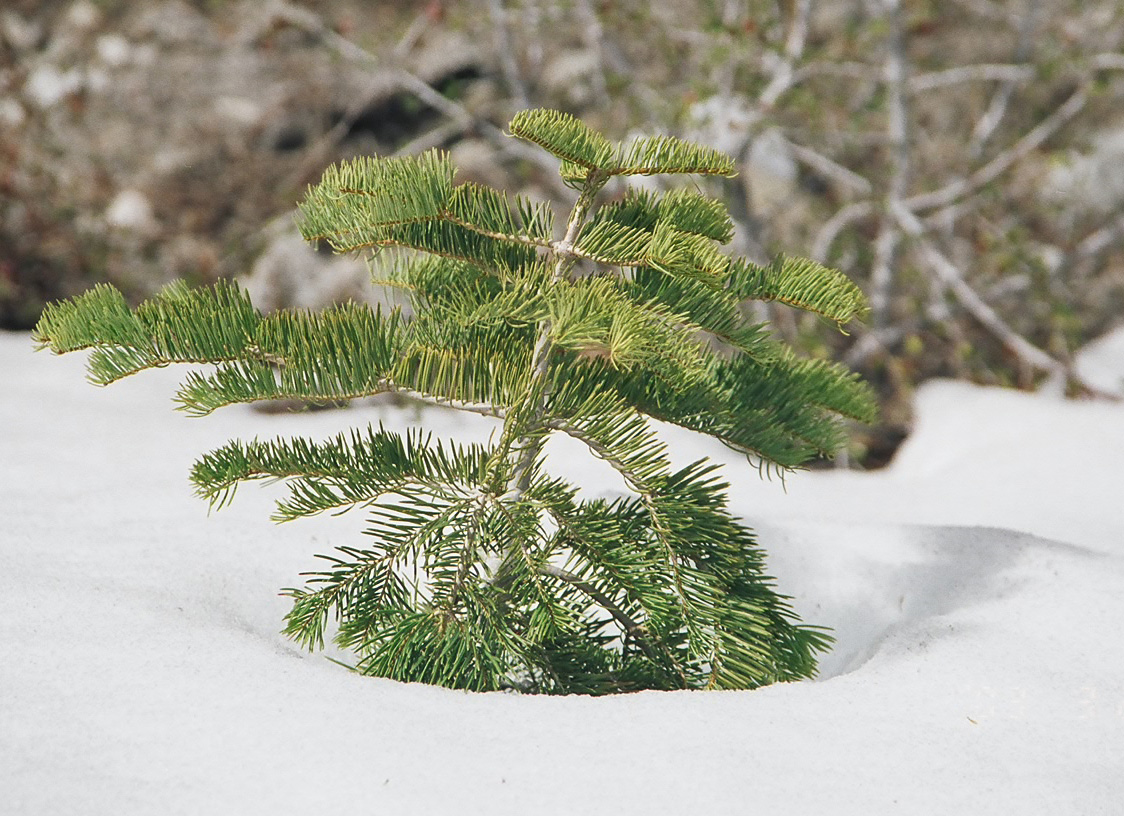
Kolorádófenyő csemete a Mount Whitney-n